# Rustaq, Oman
Rustaq   este un oraș în partea de nord a Omanului, în regiunea Al Batinah. A fost capitala statului în timpul lui Imam Nasir bin Murshid al Ya'arubi. Fortul din localitate este o construcție monumentală ridicată cu 4 secole înaintea pătrunderii islamului în statul arab.